# Passo della Focolaccia
Il passo della Focolaccia è un grande valico, situato nelle Alpi Apuane, fra il monte Tambura e il monte Cavallo.
Nei pressi del passo è presente il bivacco Aronte. 
Il passo è uno dei simboli delle lotte ambientaliste per le Alpi Apuane in quanto ha subito l'abbassamento di diverse decine di metri dal 2019 ad opera della Cava di Piastramarina, la quale minacciava anche la stessa esistenza dello storico Bivacco Aronte, salvato solo dall'intervento del Ministero della Cultura che nel 2021 l'ha dichiarato "bene di interesse storico ed artistico".